# Friedlingen
Friedlingen ist ein Stadtteil von Weil am Rhein im Landkreis Lörrach mit 5600 Einwohnern. Der westlich des Stadtzentrums gelegene Ortsteil wird im Westen vom Rhein und im Osten von der Bahnstrecke Mannheim–Basel begrenzt. Er liegt unmittelbar am Dreiländereck Deutschland – Frankreich – Schweiz und ist damit stark vom Grenzverkehr geprägt.
Durch Friedlingen verlaufen wichtige Magistralen des Nord-Süd-Verkehrs mit bedeutenden Verkehrsknotenpunkten. In Friedlingen liegt auch ein Teil des Rheinhafens Weil am Rhein, der an die Rheinschifffahrt angebunden ist. Der Ortsteil verfügt über ein ausgedehntes Gewerbegebiet und war bis in die 1980er Jahre Standort von mehreren Textilfirmen.

## Beschreibung und Verkehrswege

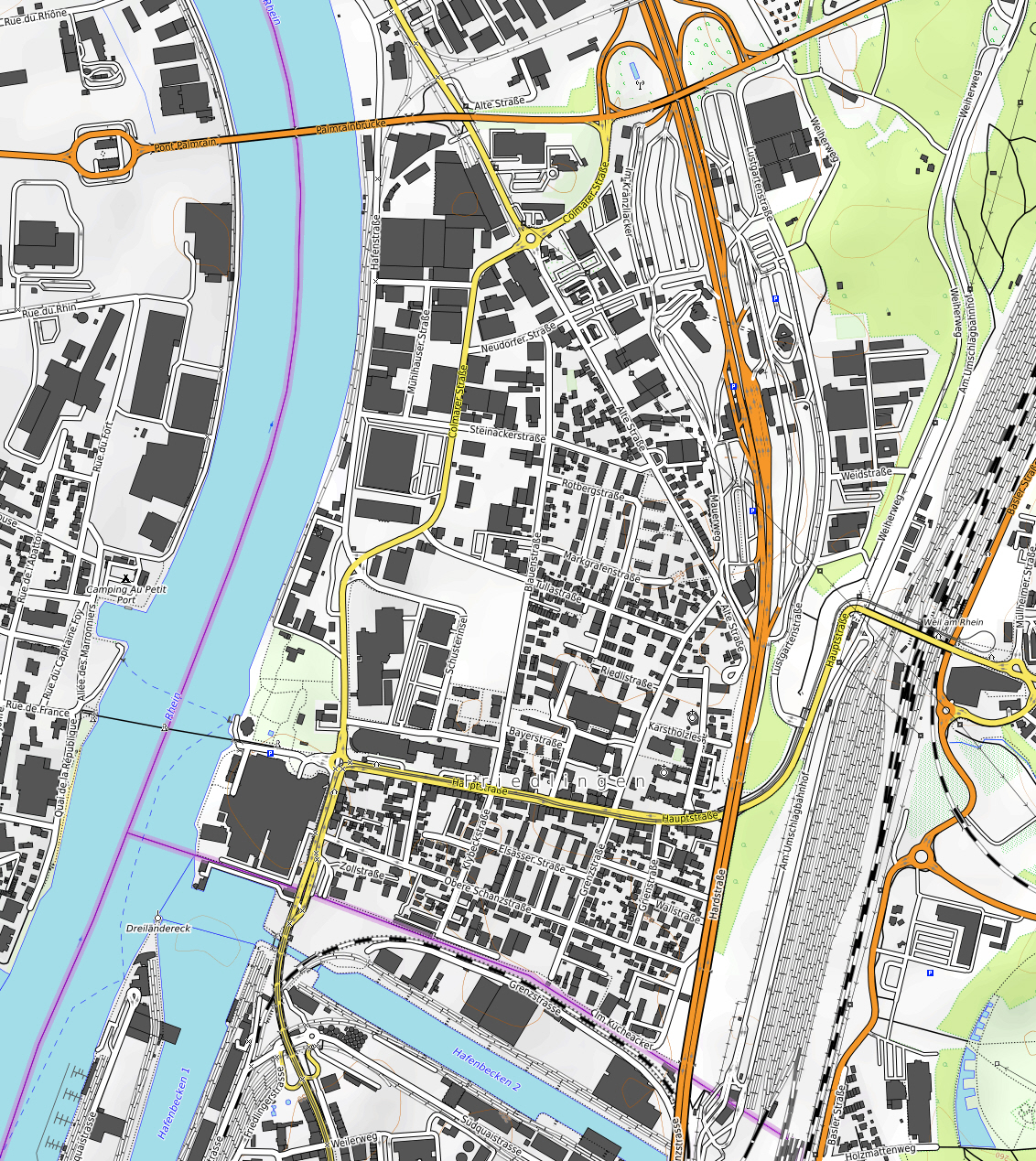
Karte des Stadtteils Friedlingen

Vom Stadtkern Weil am Rheins gelangt man über die Friedensbrücke, die den breiten Gleisstrang des Verschiebebahnhofs zwischen Weil und Basel überführt, ins knapp 30 Meter tiefer gelegene Friedlingen. Nach einer weiten Schleife endet die Hauptstraße, die auch durch Weil am Rhein führt, direkt am Rheinufer. Bis 1944 führte am Ende der Straße eine Schiffsbrücke ins benachbarte Huningue nach Frankreich. Fast parallel zur breiten Bahntrasse verläuft ebenfalls auf Friedlinger Gebiet die A 5, die von der Schweizer Grenze kommend mit der Anschlussstelle 60 (Weil am Rhein / Hüningen) einen Anschluss an die B 532 bietet. Die B 532 führt ostwärts zur B 3, westwärts verläuft sie über die Palmrainbrücke nach Frankreich und mündet dort in die Route départementale mit der Nummer D 105. Gleichzeitig liegt am Zoll in Friedlingen der östlichste Punkt der 68 Kilometer langen B 317, die über den Feldbergpass nach Titisee-Neustadt führt. Der Friedlinger Teil der aus der Weiler Innenstadt kommenden Hauptstraße ist identisch mit der B 317.

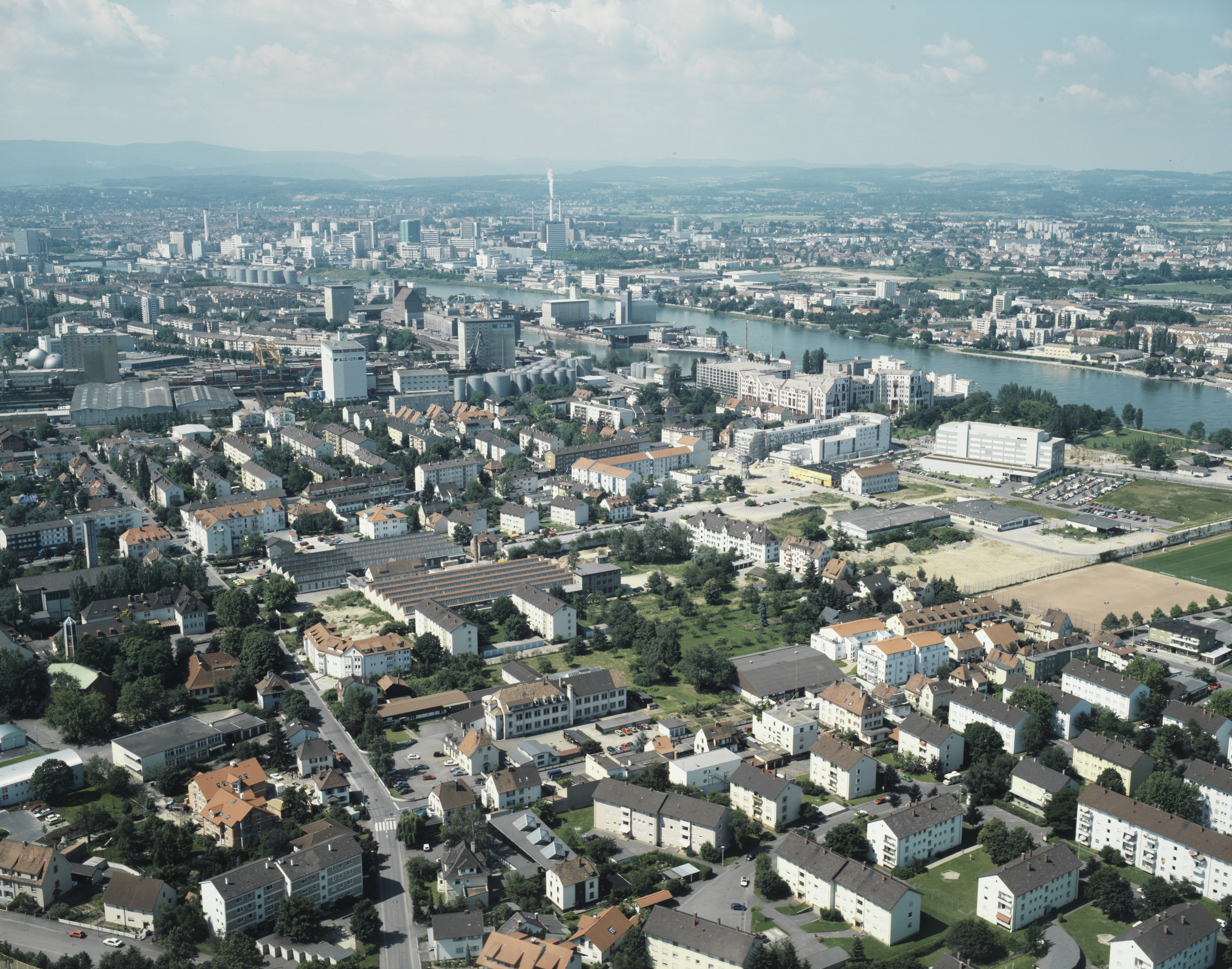
Luftbild von Friedlingen (Vordergrund) im Jahr 1994

Zwischen der Autobahntrasse und dem breiten Gleisbett erstreckt sich ein etwa dreieckiges Grundstück, in dem sich neben einer Zollabfertigungslage eine Autobahnraststätte befindet. Neben einem Gewerbegebiet werden beide Verkehrstrassen von einem bewaldeten, etwa 200 Meter breiten Grünstreifen getrennt.
Friedlingen wird von zwei Hauptstraßen durchzogen. Die in Ost-West-Richtung verlaufende Hauptstraße, die aus der Kernstadt von Weil am Rhein durch den gesamten südlichen Teil verläuft und am Ostrand an einem Kreisverkehr auf die von Norden kommende Colmarer Straße trifft, die den Stadtteil mit dem Autobahnanschluss zur A 5 verbindet. Entlang dieser westlich verlaufenden Hauptachse der Colmarer Straße haben sich vor allem Gewerbe- und Industriebetriebe angesiedelt. Der Kern des Stadtteils verläuft an der Hauptstraße. Der östliche Teil Friedlingens ist Wohngebiet. Einzige Grünfläche ist der am Rheinufer gelegene, etwa 2,5 Hektar große Rheinpark. Vom Rheinpark gelangt man über die Dreiländerbrücke als Fußgänger oder Radfahrer ins französische Huningue. Gegenüber dem Rheinpark befinden sich Hotels und ein großes Einkaufszentrum. Südlich am Einkaufszentrum vorbei führt die Straße zum Grenzübergang in den Basler Stadtteil Kleinhüningen in die Schweiz.
| Huningue (F) | Haltingen (Weil am Rhein)                   | Haltingen (Weil am Rhein) |
| Huningue (F) | Kompassrose, die auf Nachbargemeinden zeigt | Weil am Rhein (Kernstadt) |
|              | Basel (CH)                                  | Otterbach (Weil am Rhein) |

## Geschichte

### Adelssitz Ötlikon

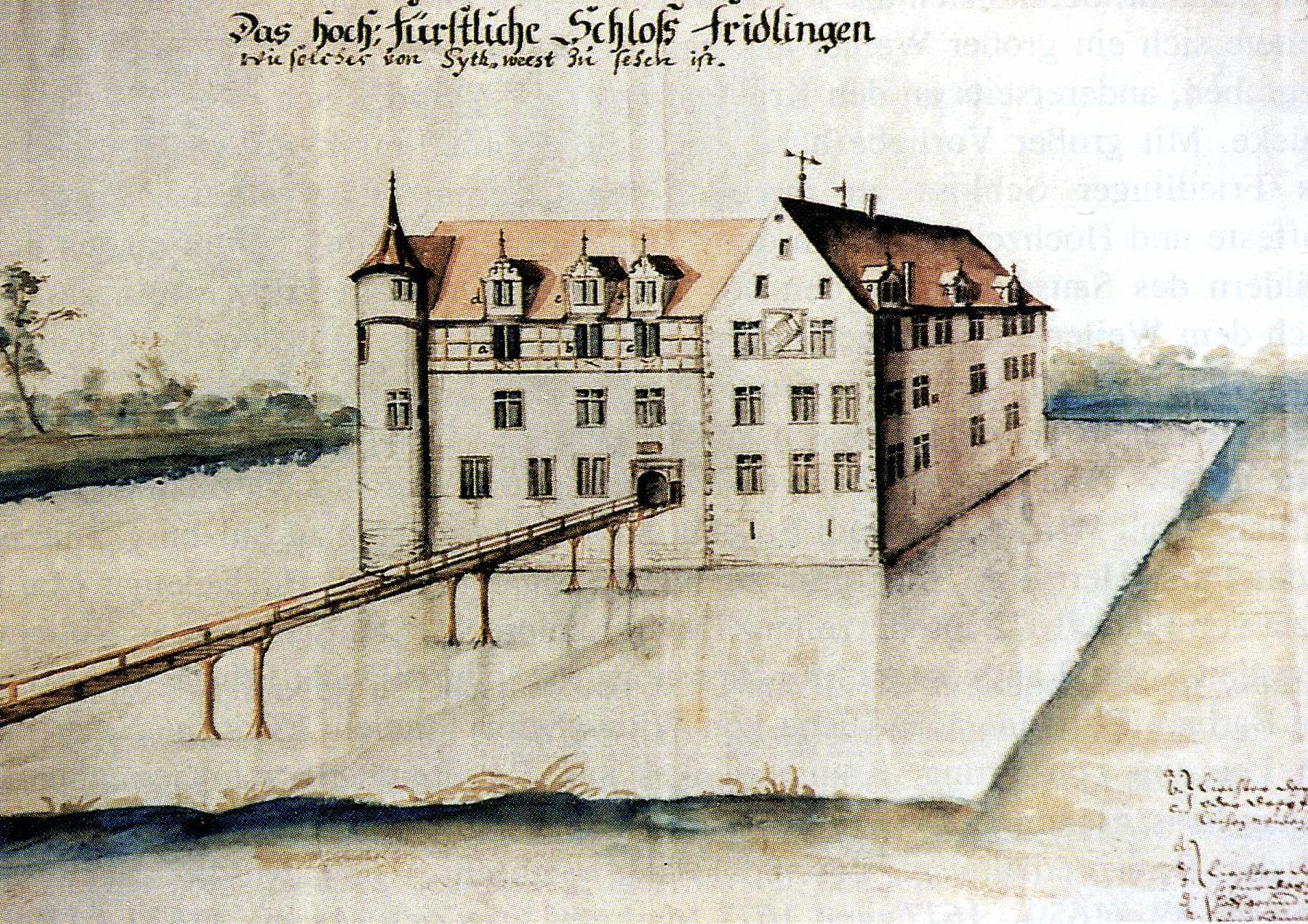
Schloss Friedlingen

Erste Erwähnung erfuhr der Ort des heutigen Friedlingens unter dem Namen „Ötlikon“ im Jahr 1280. 1311 erschien das Wasserschloss Ötlikon als Besitztum der Herren von Rötteln, welche die Herren Münch von Münchenstein belehnt hatten. Im Jahre 1356 wurde das Schloss durch das Basler Erdbeben zerstört. Am 13. Juli 1368 ist der Verkauf des Schlosses und einigen Ortschaften von Konrad Münch von Münchenstein für 1400 Gulden an den Röttler Markgraf Rudolf dokumentiert. Von den Herren von Rotberg tauschten die Markgrafen Schloss und Dorf Ötlikon 1640 zurück, nachdem es 1633 durch die kaiserlichen Truppen schwere Verluste erlitten hatte. Nach dem Westfälischen Friede 1648 wurden beide in „Friedlingen“ umbenannt. Infolge des Holländischen Krieges wurde das Schloss Friedlingen am 6. Februar 1678 von französischen Truppen unter dem Marschall François de Créquy besetzt und teilweise zerstört. Am 14. Oktober 1702 wurde das Schloss nach der Schlacht bei Friedlingen endgültig zerstört und nicht wieder aufgebaut.

### Wandel zum Industriestandort
Im Zuge des Heckeraufstandes setzte sich am 25. April 1848 eine Gefechtsgruppe unter Führung von August Willich auf der sogenannten Schusterinsel in Friedlingen fest. Nach Bekanntwerden der Niederlage von Georg Herwegh zogen sich bereits am 27. April die Freischärler nach Frankreich zurück. Die Revolutionsführer Friedrich Hecker und Gustav Struve selbst waren nur kurze Zeit auf der Schusterinsel.

Luftbild der Schetty AG Färberei (um 1920)

Gegen Ende des 19. Jahrhunderts kam es zu Industrieansiedlung auf dem früheren Bann. Die Gemeinde nannte den neuen Ortsteil wieder Friedlingen. Die siedlungsprägenden Textilindustriebetriebe blieben bis teilweise in die 1980er Jahre erhalten. Der Strukturwandel ist in Friedlingen besonders augenfällig. Der älteste und größte Betrieb war die Färberei & Appretur Schusterinsel GmbH (F.A.S.) nördlich der Hauptstraße. Das ehemalige Verwaltungsgebäude wird als Technologiezentrum genutzt. Ein weiterer Teil des Geländes wird seit einigen Jahren von Outlet-Läden belegt. Das F.A.S.-Gelände am Hafen wird heute von dem Unternehmen Endress+Hauser als Standort genutzt. Einziges Bauwerk aus dieser Zeit ist der noch erhaltene, 1908 errichtete Wasserturm Friedlingen.
Ein weiterer bedeutsamer Industriebetrieb war die in Friedlingen angesiedelte Färberei Schetty. Diese wurde 1853 von Josef Schetty in Basel gegründet und entwickelte sich innerhalb weniger Jahrzehnte zur größten der Stadt, was bis 1949 so blieb. Neben Friedlingen hatte die Färberei weitere Standorte in Krefeld und Wien. Der Betrieb in Weil am Rhein wurde 1970 geschlossen.
Mit der Ansiedlung der Betriebe begann in den 1920er Jahren auch die Entwicklung Friedlingens als Wohnsiedlung. Zu dieser Zeit errichtete die Haltinger Baugenossenschaft meist zweigeschossige Wohnungen südlich der Hauptstraße. Nach Westen wird der Siedlungsteil durch lange vierstöckige Wohnblöcke ohne Balkone abgelöst, die aus der unmittelbaren Nachkriegszeit stammen.

### Weiterentwicklung zur Wohnsiedlung
Östlich der Fabrikkomplexe etablierte sich auf den Freiflächen eine wachsende Wohnbebauung. Das schubweise Wachstum lässt sich vor allem im Bereich der südlichen Hauptstraße im Bereich der Oberen Schanzstraße, Sundgaustraße und Grenzstraße nachvollziehen, wo in den 1920er Jahren die Baugenossenschaft Weil/Haltingen zumeist zweigeschossige Wohnhäuser erbauen ließ. Die Häuser ähneln denen in der Eisenbahnersiedlung in Haltingen. Erst in den 1960er Jahren kamen weitere und zum Teil höhere Wohnblöcke dazu. Die Besiedlung nördlich der Hauptstraße setzte in den 1950er Jahren ein. Dort zeigt sich ein teilweise sehr inhomogenes Besiedlungsbild. Nach Nordosten hin wurde die Besiedlung durch die massive Autobahnzollanlage begrenzt. Dort haben sich nach und nach vor allem Gewerbebetriebe angesiedelt.
Seit dem Weggang der Textilindustrie Mitte der 1980er Jahre hat sich Friedlingen stark gewandelt. Der Ausländeranteil stieg auf 35 % (Stand 2017) an. Die Kriminalitätsrate gehört landesweit zu den höchsten. Zu den im Stadtteil einschlägigen Delikten gehören Bandenkriminalität, illegales Glücksspiel, Geldwäsche, Waffen- und Drogenhandel. Friedlingen gilt daher spätestens seit den 2000er Jahren als sozialer Brennpunkt. Die Einwohner Friedlingens, die vielfach in den Textilfabriken arbeiteten und traditionell Mitte-Links wählten, haben sich von der traditionellen Politik abgewandt. Der erste politische Rechtsruck erfolgte bei den Kommunalwahlen in Baden-Württemberg 2014, als ein Kandidat der NPD ein Mandat für das Stadtparlament holte und die AfD 24 % erreichte.
In der Silvesternacht 2015/16, in der es in Köln und mehreren weiteren Orten zu sexuellen Übergriffen kam, wurden in Friedlingen zwei Minderjährige durch vier syrische junge Männer vergewaltigt.
2019 wurden mit Hilfe der Bevölkerung konkrete Ideen und Vorschläge zu einer Umgestaltung des Rheinparks und weiterer öffentlicher Räume eingebracht. Ziel der Maßnahmen ist eine grundlegende Sanierung des Hafen- und Gewerbestandorts der Ortsmitte. Dazu wurde im Juli 2019 ein Quartiersmanagement eingerichtet, das eine Vermittlerrolle zwischen Verwaltung und Bürgerschaft übernehmen und jährlich über die Fortschritte berichten soll. Die wesentlichen Punkte der umfangreich angelegten Sanierungsaktion sollen bis 2025 umgesetzt sein. Anfang 2021 wurden bereits Teile des Rheinparks saniert.

## Ortsbild, Kultur und Sehenswürdigkeiten

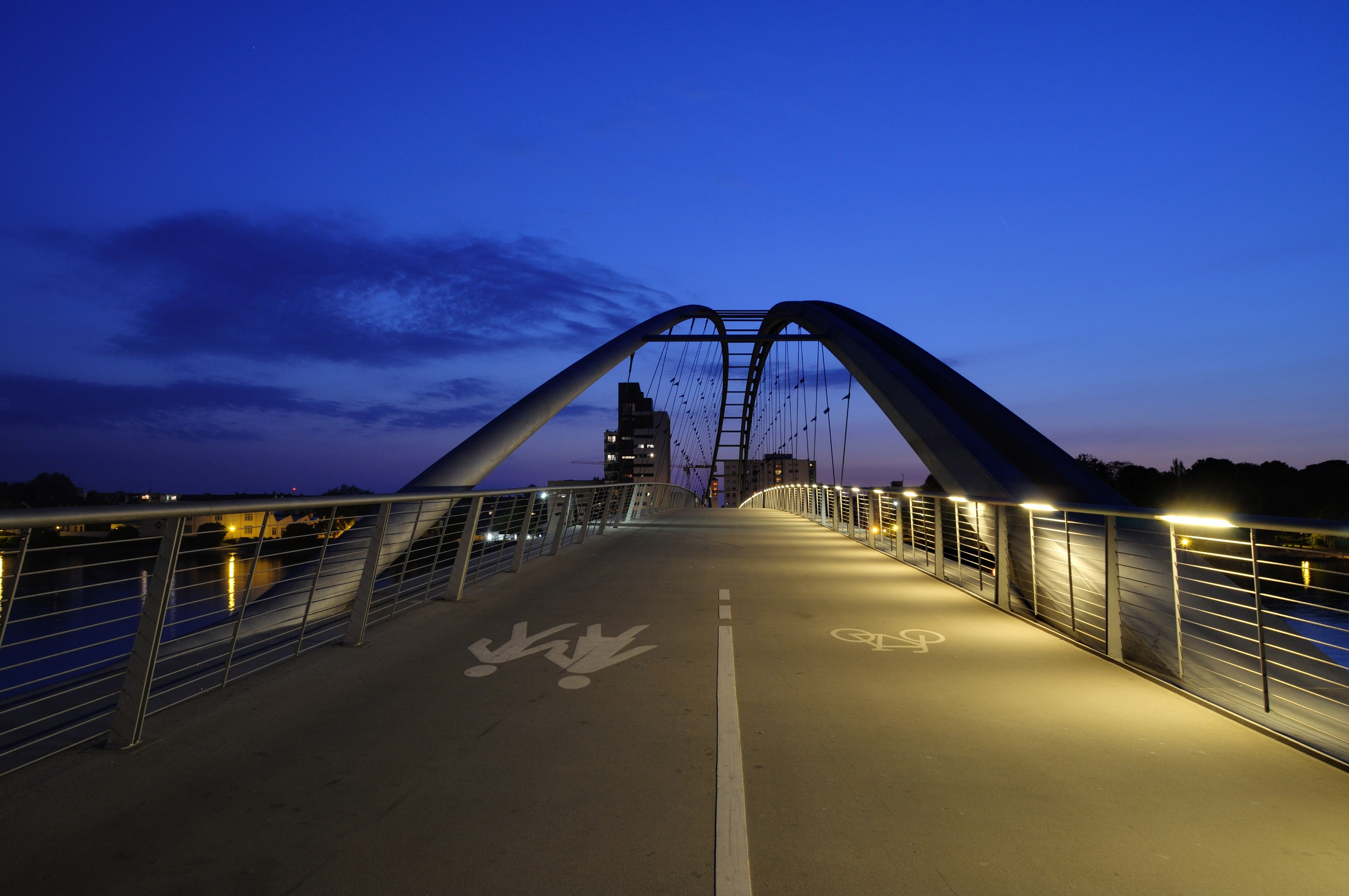
Nächtlich beleuchtete Dreiländerbrücke mit Blick nach Huningue

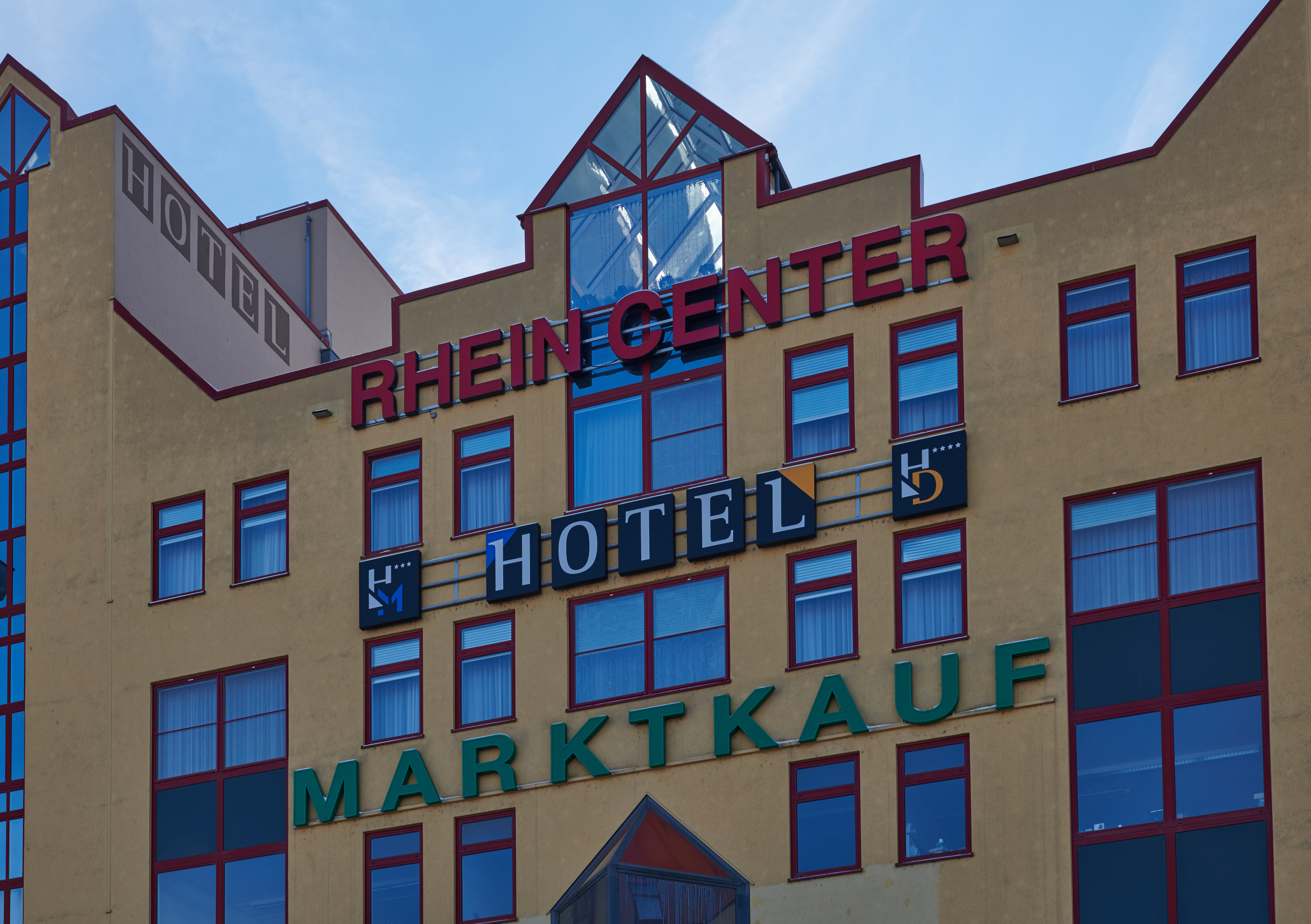
Fassade am Haupteingang des Rheincenters

### Outlet-Gewerbegebiet, Dreiländerbrücke und Rheincenter
Ein sichtbares Zeichen der in der Vergangenheit in Friedlingen stark vertretenen Textilindustrie ist der Wasserturm Friedlingen. Er gehörte zur Färberei & Appretur Schusterinsel GmbH und steht im Gewerbegebiet der Textil-Fabrikverkaufsläden im Südteil des Stadtteils. Im Jahr 2020 waren insgesamt 16 Läden in dem Gebiet als OutletCity Weil zusammengefasst. Diese Läden nördlich der Hauptstraße werden durch die westlich verlaufende Colmarer Straße begrenzt. Beide Hauptverkehrsstraßen treffen sich an einem Verkehrskreisel, dort schließt sich nordwestlich der Rheinpark an. Der am Rheinufer gelegene Park ermöglicht den Blick auf die französische Nachbargemeinde Huningue.
Zu Fuß oder mit dem Rad erreicht man Huningue über die 2007 neu errichtete Dreiländerbrücke, die weltweit längste Bogenbrücke ihrer Art. Die markante Linienführung der mit vielen Architektur- und Ingenieurpreisen ausgezeichneten Brücke ist mittlerweile zum Symbol für die gesamte Stadt Weil am Rhein geworden. Das Stadtmarketing von Weil am Rhein verwendet die Silhouette der zu Abendstunden auch angestrahlten Brücke für ihr Erkennungslogo. 
Unweit der Dreiländerbrücke auf einer Parzelle zwischen dem Rheinufer, der Landesgrenze und der Hauptstraße sowie der Colmarer Straße befindet sich der Gebäudekomplex des am 23. April 1991 eröffneten Rheincenters, eines Einkaufszentrums mit überregionalem Einzugsgebiet aller drei Länder. Das Einkaufszentrum beherbergt auf mehreren Ebenen neben einem mehrstöckigen Parkhaus für über 1000 Fahrzeuge über 50 Geschäfte, zwei Hotels und ein Kino.

### Gotteshäuser
Inmitten des Wohnquartiers von Friedlingen befinden sich zwei Kirchenbauwerke aus dem Ende der 1950er beziehungsweise dem Anfang der 1960er Jahre. Die katholische Kirche zum Guten Hirten (1957) und die evangelische Friedenskirche (1963) befinden sich nur knapp 200 Meter voneinander entfernt. Bei beiden Kirchen handelt es sich um Saalbauten mit separaten Campaniles.
Gegenüber der Sportstätte des Fußballvereins Bosporus FC Friedlingen befindet sich die Ditib-Moschee Eyüp Sultan Camii (→ Liste von Eyüp-Sultan-Moscheen). Am 28. April 2017 kam es zu einem Brandanschlag auf das Gotteshaus.

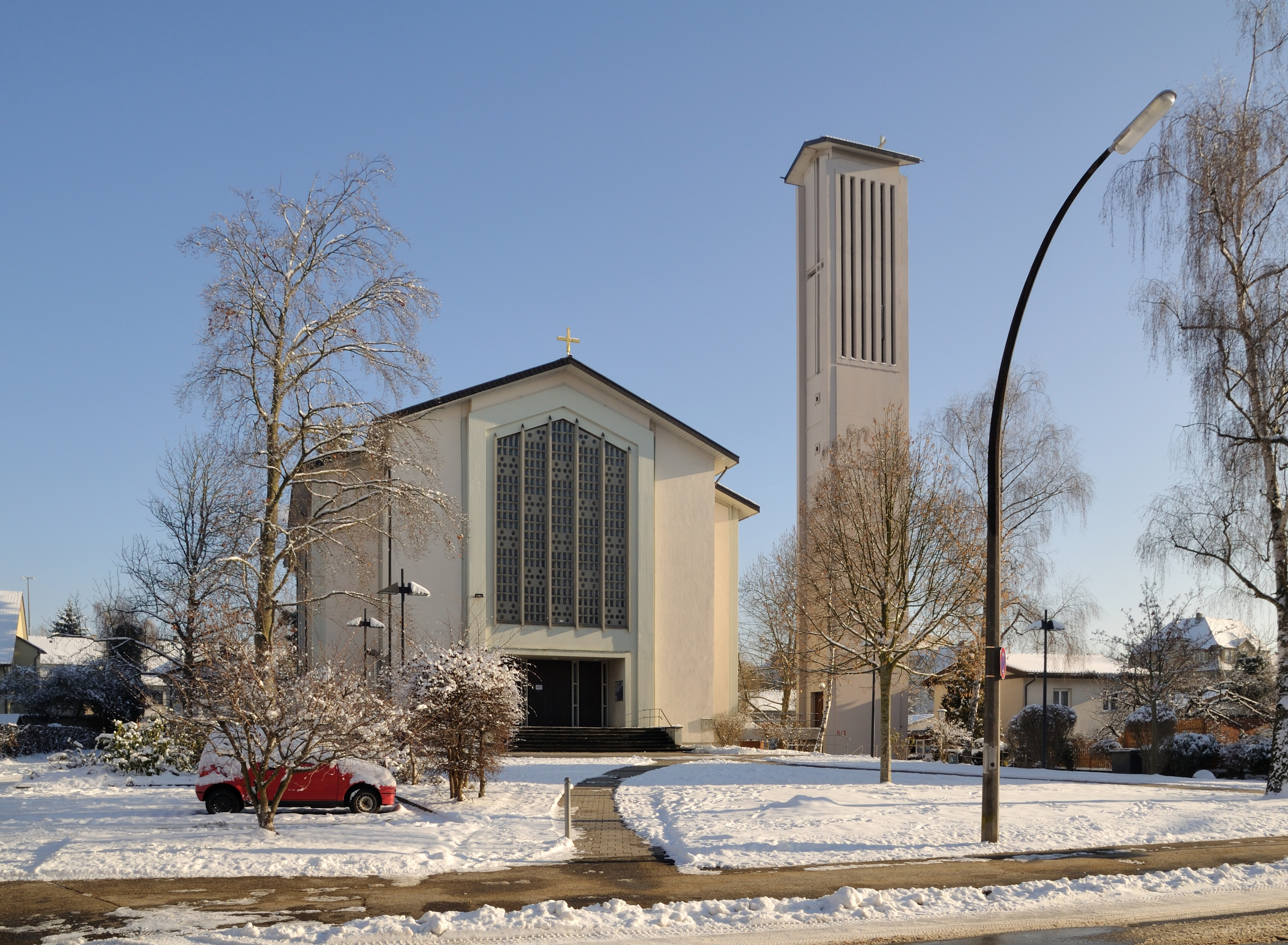
Kirche zum Guten Hirten
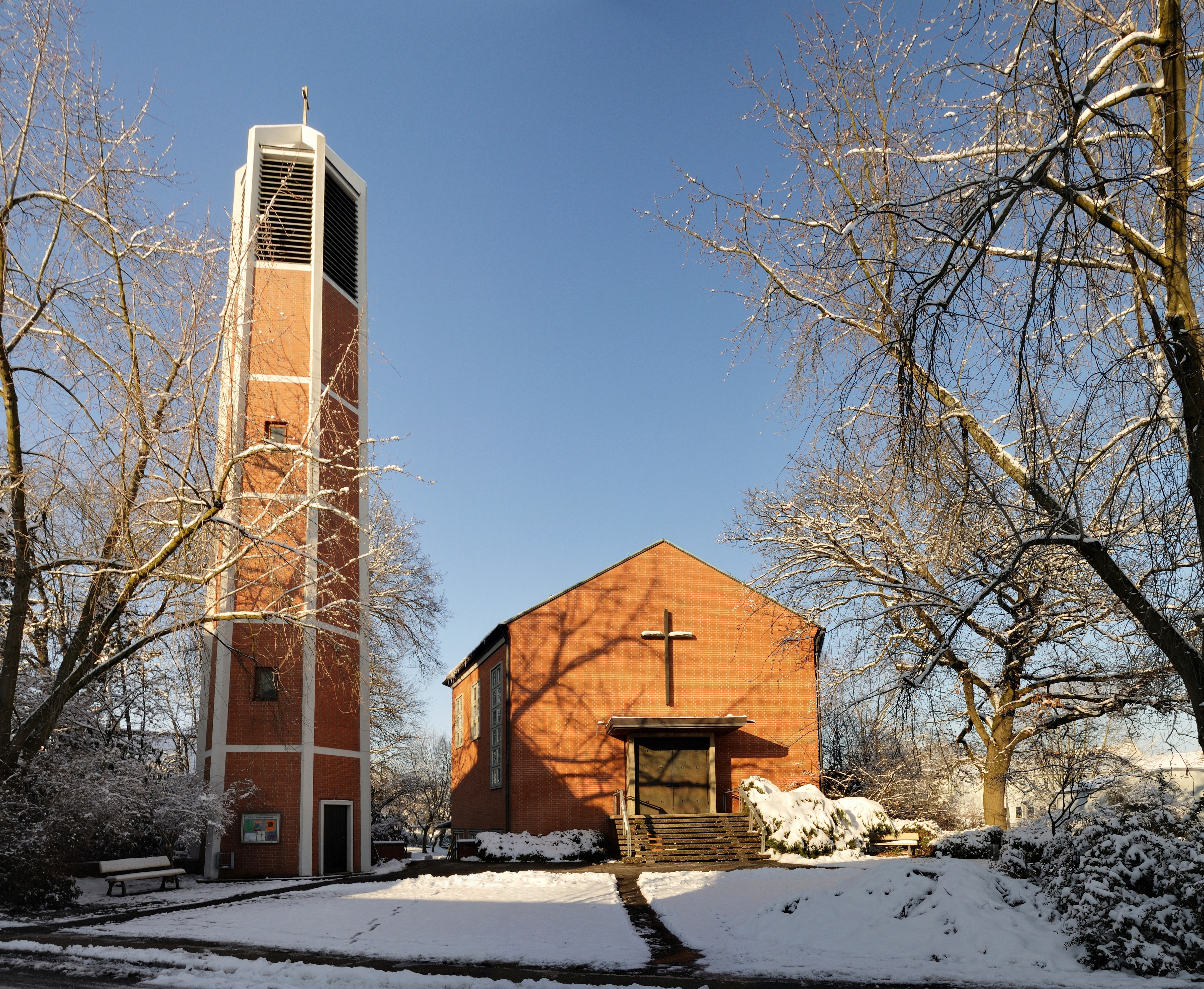
Friedenskirche
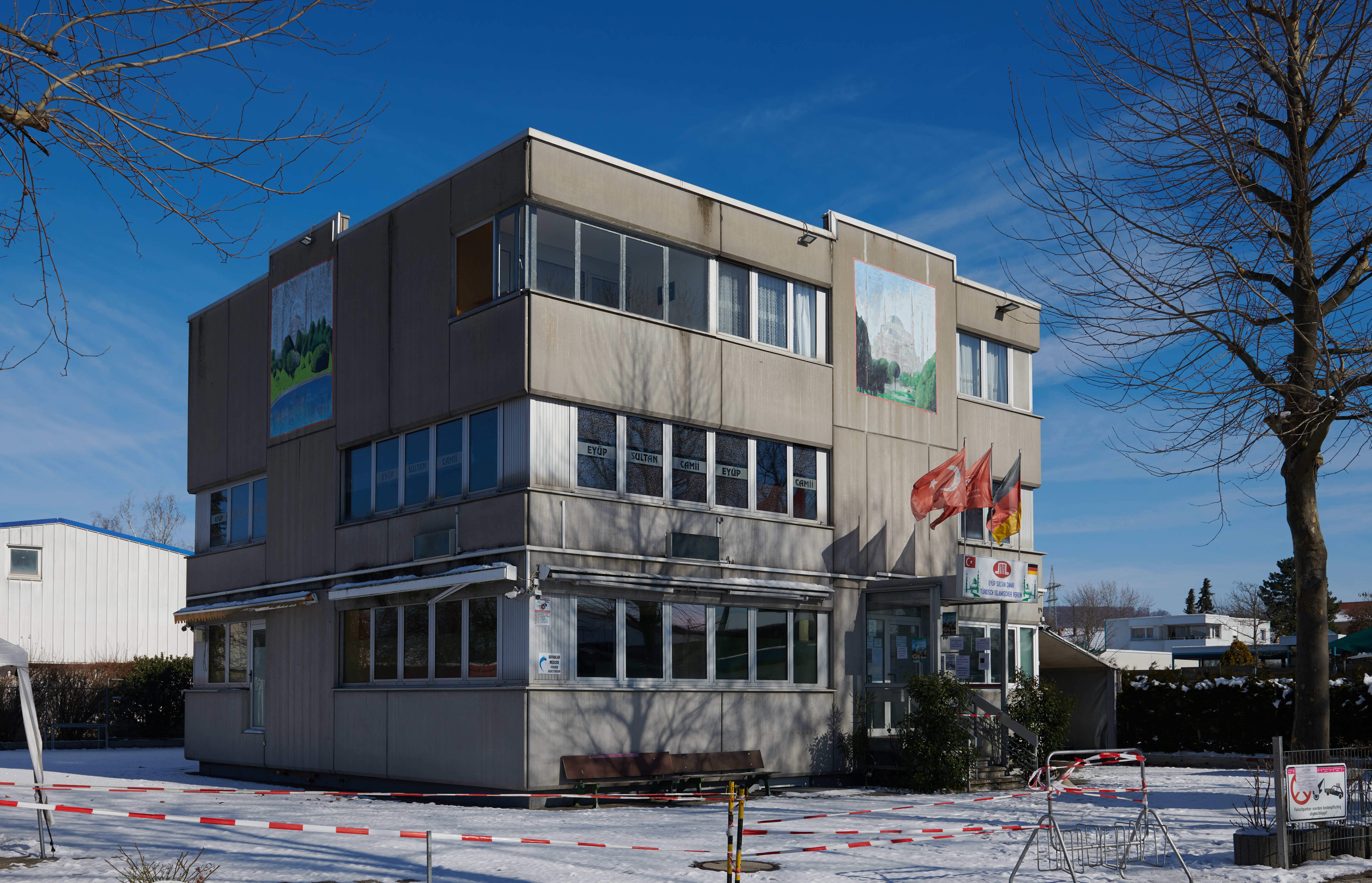
Moschee Eyüp Sultan Camii

### Kesselhaus

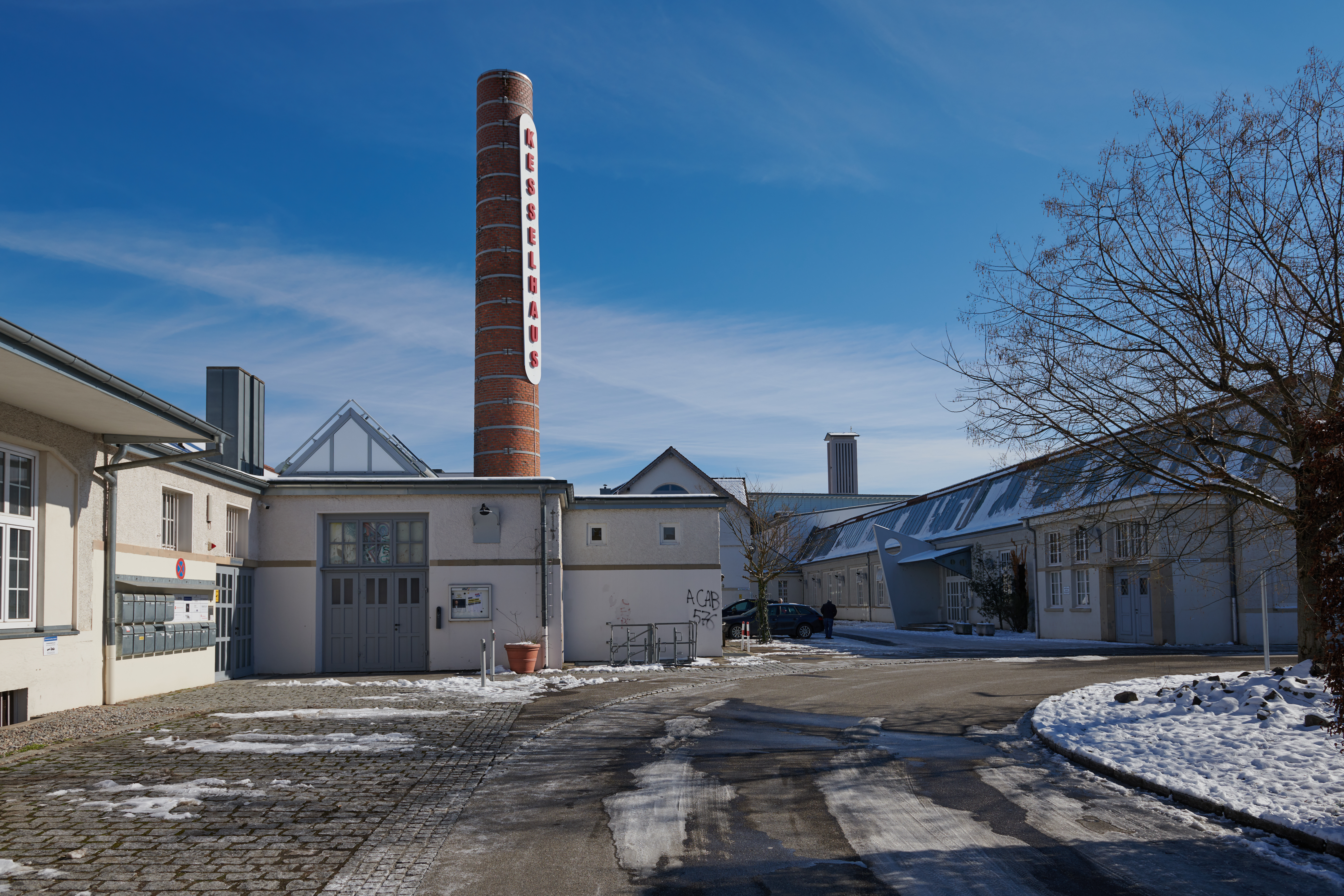
Kesselhaus

Im Südteil Friedlingens – im ehemaligen Schwarzenbachareal – befindet sich seit 1999 das Kulturzentrum Kesselhaus, in dem zahlreiche Konzerte, Theaterveranstaltungen, Festivals, Kurse, Märkte und andere Events stattfinden. Neben Proberäumen für Bands, kleineren Unternehmen und Künstlerateliers sind in dem Gebäudekomplex auch ein Kulturcafé und das Museum für Weiler Textilgeschichte untergebracht. Baulich werden die ehemaligen Fabrikhallen der ehemaligen Seidenstoffweberei Schwarzenbach von einem im Areal weit sichtbaren Backstein-Schornstein dominiert. Die Gesamtfläche des Geländes beträgt 7.500 Quadratmeter, die vermietete Fläche betrug (Stand 2012) 64.000 Quadratmeter. Das Schweizer Unternehmen Robert Schwarzenbach & Co, das um das Jahr 1900 mit über 10.000 Beschäftigten zeitweise größtes Schweizer Unternehmen war, war in Friedlingen die kleinste der drei ansässigen Textilfirmen. Ihre Bauwerke sind die einzigen, die als markante Gebäudesilhouetten erhalten geblieben sind. Die Niederlassung in Friedlingen bestand von Mai 1922 bis März 1982, beschäftigte bis zu 450 Arbeiter und produzierte jährlich vier Millionen Meter Textilien.
Auf dem Gelände des Kesselhauses befindet sich einer von insgesamt über einem Dutzend im Stadtgebiet verteilten überdimensionalen Stühlen. Bei diesen Skulpturen handelt es sich um vergrößerte Nachbauten bedeutender Stuhlentwürfe des in Weil ansässigen Design-Unternehmens Vitra.

### Rheinhafen

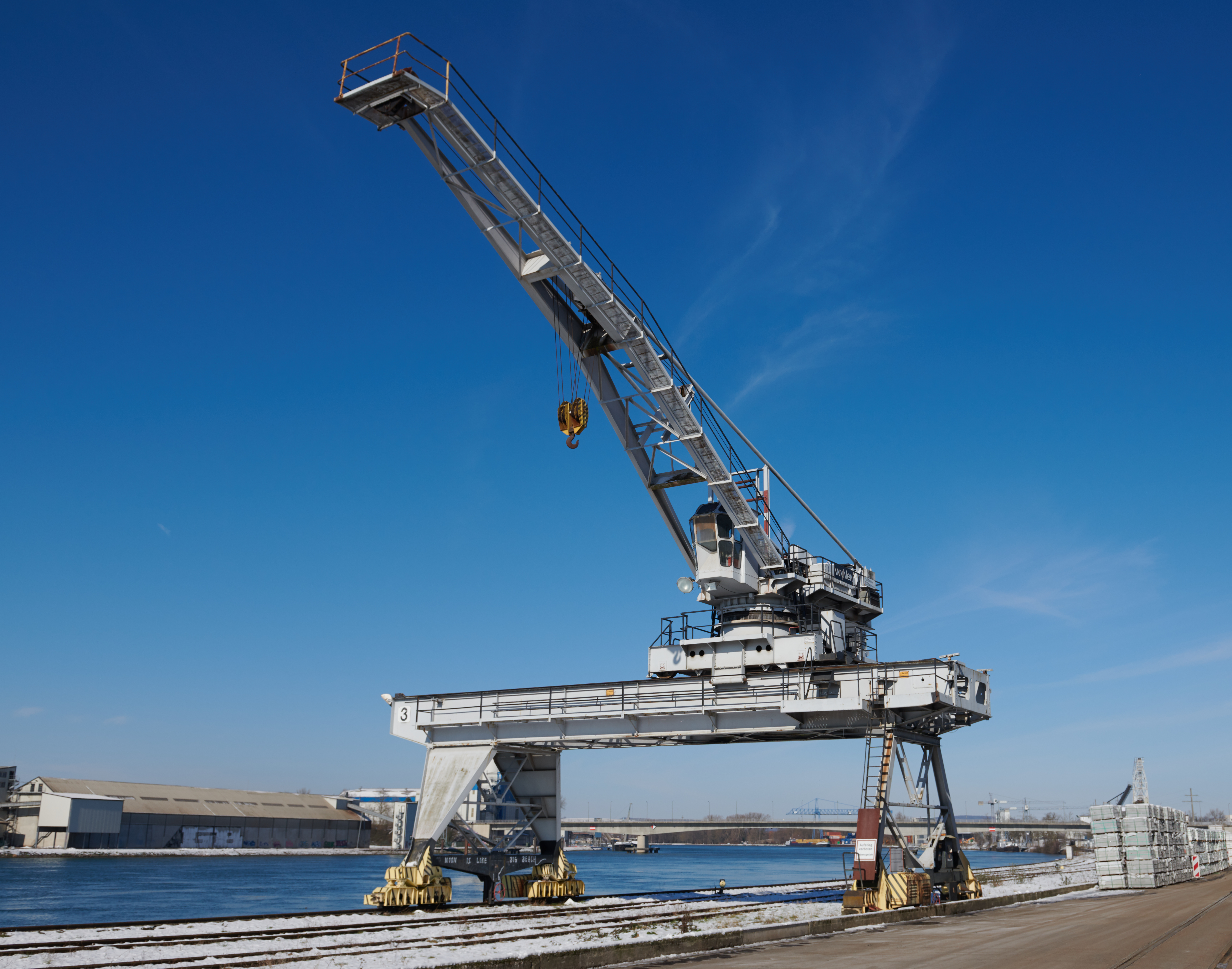
Kran am Hafen-Süd in Friedlingen

Der Rheinhafen Weil am Rhein erstreckt sich über drei Bereiche am Ufer zwischen Rheinkilometer 170,3 bis 173,1 km rechtsrheinisch. Die drei Bereiche gliedern sich stromabwärts in Hafen-Süd, Hafen-Nord und einem Container-Center. Der südliche Hafenteil liegt in Friedlingen und bietet vor allem Hallen- und Freilager sowie Bunker für Massengüter. Alle Teile des Rheinhafens sind vom Schienennetz aus Deutschland und der Schweiz erreichbar und auch miteinander verbunden. Auf dem Süd-Hafen in Friedlingen gibt es einen schienengebundenen Eisenbahn-Brückenkran des historischen Typs Wyhlen.

### Schulen
In Friedlingen befindet sich die Grundschule Rheinschule, die als Ganztagesschule ausgebaut wurde. Das Schulgebäude aus dem Jahr 1910 erhielt 1962 einen Anbau. In den Jahren 2013 bis 2014 wurde das ursprüngliche Gebäude mit dem Neubau verbunden. An die Schule ist eine Turnhalle mit Kraftraum angegliedert.

### Vereine und Sportanlagen

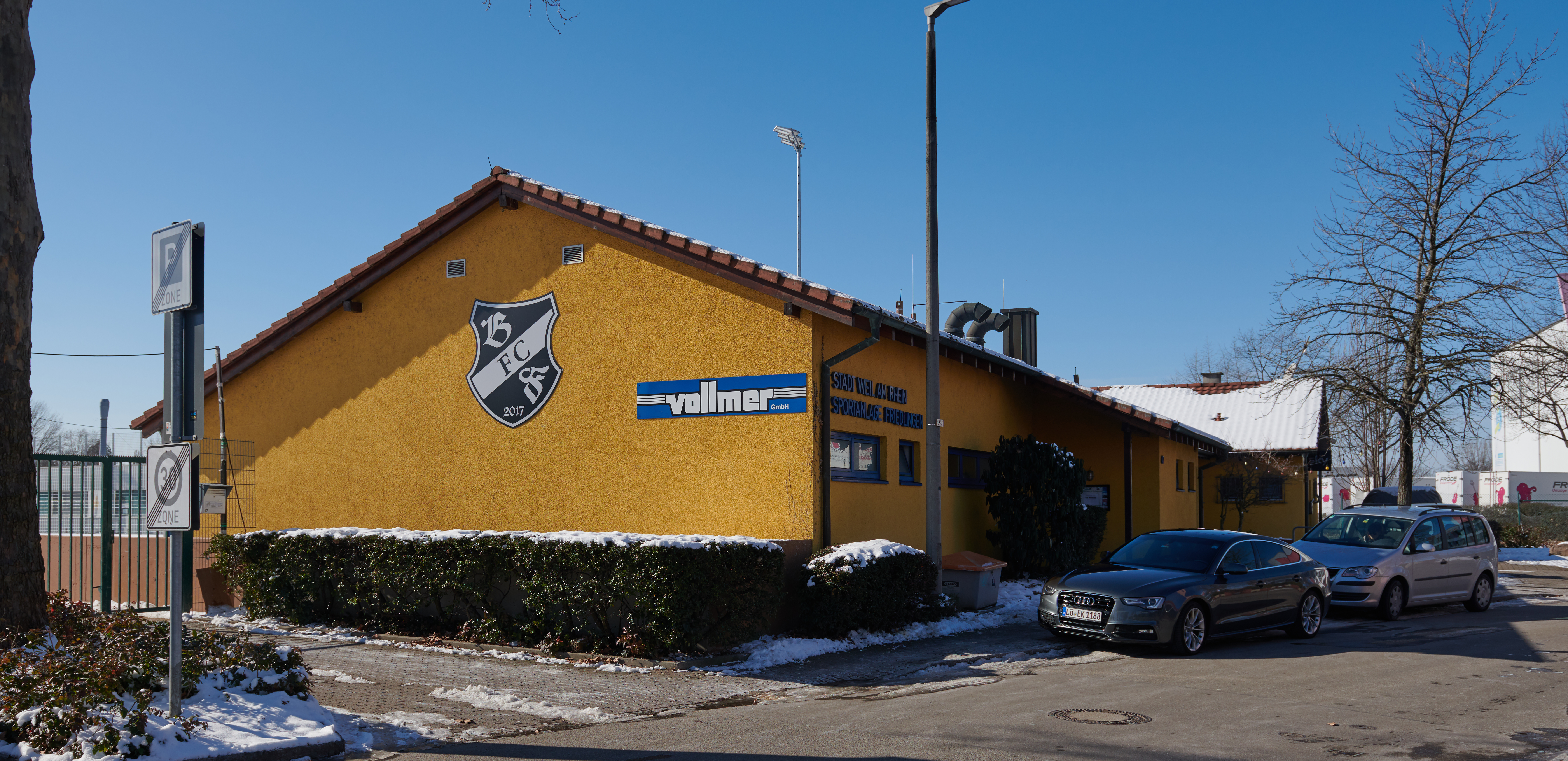
Clubheim des Bosporus FC Friedlingen

Der Fußballverein Bosporus FC Friedlingen ging 2017 aus einer Fusion des 1990 gegründeten FC Bosporus Weil und dem 1910 gegründeten FC Friedlingen hervor. Die Fusion erfolgte, da dem FC Friedlingen, der zwischen 1974 und 1982 von der B-Klasse in die Verbandsliga aufgestiegen war, die Spieler fehlten. Bosporus Weil war als Bezirksliga-Aufsteiger ohne Sportanlage. Der Fußballverein nutzt die 64 × 95 Meter große Naturrasen-Sportanlage aus dem Jahr 1986 mit einer Kapazität für rund 1000 Personen in der Tullastraße in Friedlingen.
Daneben gibt es in Friedlingen seit 1976 einen Box-Club.
In Friedlingen gibt es zwei Fasnachtsvereine. Die Alti Fabriknäscht Cligge geht auf das Jahr 1923 zurück und wurde überwiegend von Färbern der Textilindustrie gegründet. Sie ist gleichzeitig auch die älteste Clique der Stadt. Die Bäre Brummer Clique Friedlingen geht auf das Jahr 1971 zurück.
Der Stadtteilverein Weil am Rhein - Friedlingen e. V. will das Zusammenleben im Stadtteil aktiv unterstützen.
Neben einer Tennishalle mit vier Spielfeldern gibt es weitere acht Spielfelder im Außenbereich. In Friedlingen gibt es am Rheinpark eine Streetball- und Skateranlage.

### Einrichtungen des Zolls
In Friedlingen befindet sich neben dem Zollamt Weil-Friedlingen auch das Zollamt Weil am Rhein-Autobahn. Der Grenzübergang in Friedlingen ist seit dem 1. Januar 2013 organisatorisch und personell dem Autobahnzoll unterstellt. Dieser ist eine Außenstelle des Hauptzollamts Lörrach.

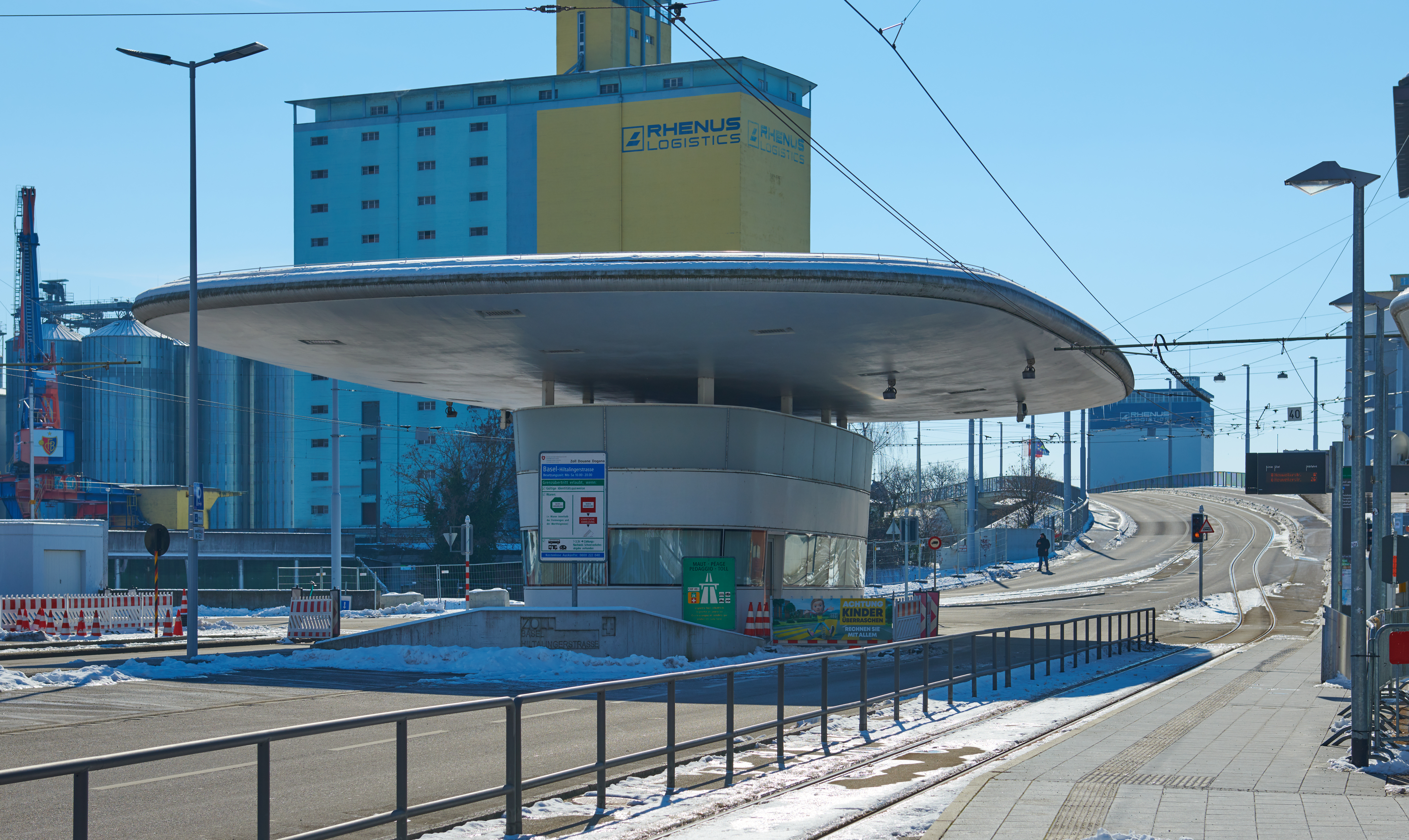
Zollanlage, Blick nach Basel-Kleinhüningen

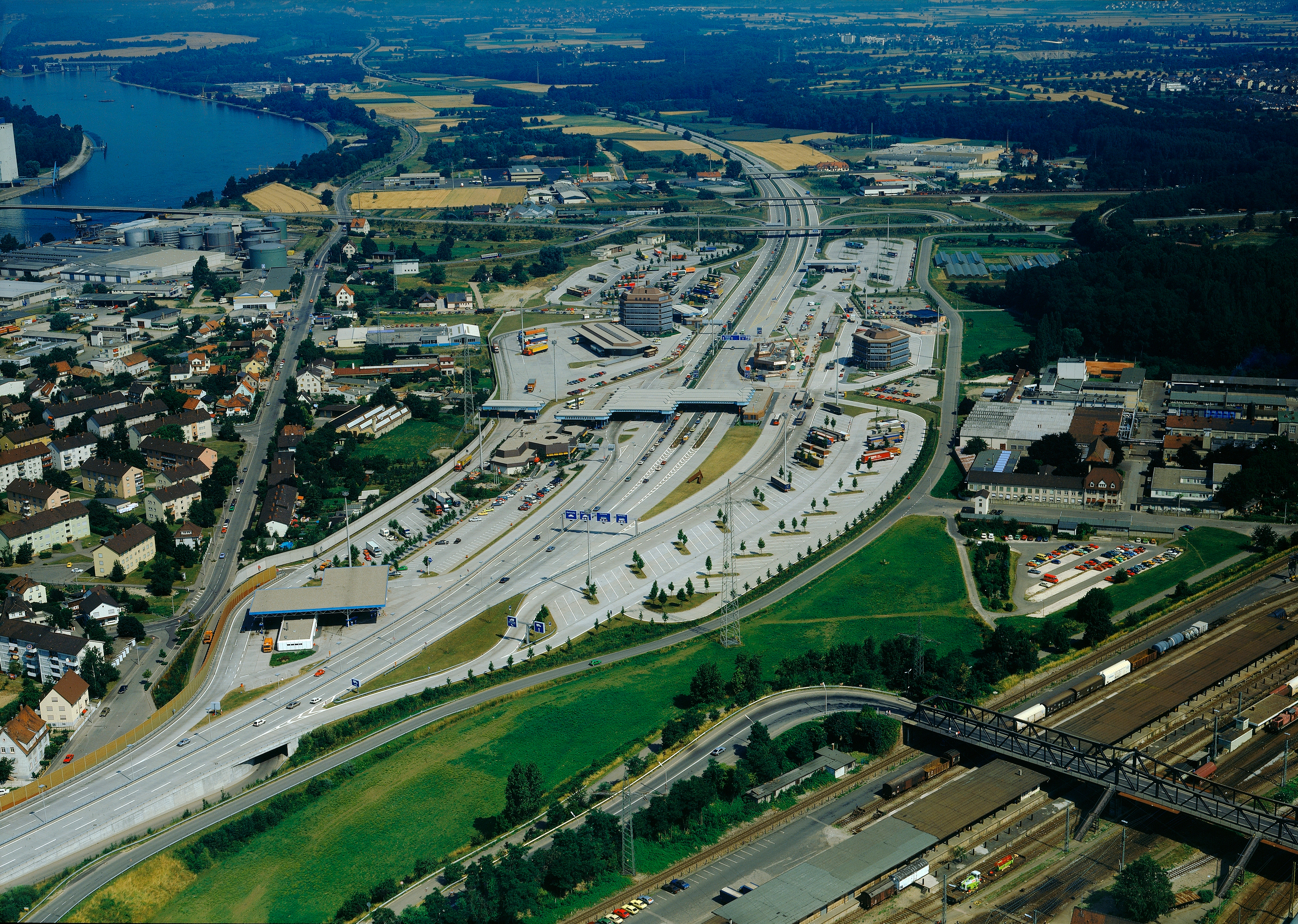
Luftbild der Autobahnzollanlage Basel-Weil am Rhein (1983) von südlicher Richtung, links im Bild ist der Ostteil Friedlingens

Im Südwesten befindet sich die Zollanlage zwischen Friedlingen und Basel-Kleinhüningen. Mit Errichtung der Autobahnzollanlage 1980 wurde die Hiltalingerbrücke, die von Basel auf die Zollanlage führt, für den Schwerverkehr gesperrt. Seither wird die Zollanlage vor allem von Pendlern und sonstigen Reisenden genutzt. Dieser Straßengrenzübergang zwischen Deutschland und der Schweiz ist der westlichste der beiden Staaten. Die Gemeinschaftszollanlage befindet sich mittig auf der Zollstraße (D) / Hiltalingerstrasse (CH) und fällt durch ein weit auskragendes flaches Dach auf.
Optisch auffällig und bemerkenswert am Zollamt Friedlingen ist das sogenannte Mehrwertsteuerhäuschen der Zollverwaltung. Aufgrund der Besonderheit im deutsch-schweizerischen Grenzverkehr kann bei in Deutschland getätigten Einkäufen, die in die Schweiz ausgeführt werden, die Mehrwertsteuer zurückerstattet werden. Damit dies erfolgen kann, muss der deutsche Zoll die Ausfuhrbescheinigungen abstempeln. Da sich bei diesem Vorgang erfahrungsgemäß lange Warteschlangen bilden und um den Verkehr besser zu kanalisieren, existiert allein für diesen Vorgang ein eigenes Abfertigungsbauwerk. Das ursprünglich aus den 1960er Jahren stammende Häuschen wurde aufgrund seiner maroden Bausubstanz im Frühjahr 2012 abgerissen und nach Gründungsarbeiten im Oktober 2012 im September 2013 durch einen Neubau ersetzt, der die alte Form vollständig aufgreift. Das weiße, nur 50 Quadratmeter große Gebäude besitzt ein über die benachbarten Fahrbahnen überstehendes stromlinienförmiges Dach, das über dem Baukörper zu schweben scheint. Bei Nacht wird es durch indirekte Beleuchtung akzentuiert. Bemerkenswert ist auch das Fensterband mit gebogenem Glas an den abgerundeten Gebäudeecken. Der Neubau kostete rund 3,3 Millionen Schweizer Franken und wurde nach dem Verursacherprinzip zu zwei Dritteln von der Schweiz und einem Drittel von Deutschland beziehungsweise – da es sich um eine EU-Außengrenze handelt – der Europäischen Union getragen. Im Jahr 2013 passierten täglich rund 12.000 Fahrzeuge, 1000 Fußgänger und 500 Radfahrer diesen Grenzposten.
Die Gemeinschaftszollanlage Weil am Rhein/Basel-Autobahn mit allen zugehörigen Flächen und Bauten befindet sich mit rund 19 Hektar Fläche vollständig auf dem Gemarkungsgebiet von Weil am Rhein und teilt damit Friedlingen und den Innenstadtkern von Weil am Rhein. Die im Juni 1980 eröffnete Autobahnzollanlage war ursprünglich auf die Abfertigung von täglich rund 600 Schwerlastfahrzeugen pro Richtung ausgelegt. Neben der veralteten Technik musste dem stark angestiegenen Abfertigungsbedarf Rechnung getragen werden. Als man sich um die 2010er Jahre zu umfangreicheren baulichen Maßnahmen entschlossen hatte, passierten pro Tag bis zu 1600 Lastwagen die Grenze, was regelmäßig zu kilometerlangen LKW-Staus führte. Zur Rationalisierung des Abfertigungsverkehrs und der Minimierung der Abfertigungszeit waren diverse bauliche Maßnahmen erforderlich. Unter anderem ermöglichen mehrere Drive-in-Schalter bei bestimmten Verzollungsvorgängen die selbstständige Abfertigung durch den Fahrer. Auch die verkehrlichen Abläufe innerhalb der Zollanlage wurden durch bauliche Maßnahmen verbessert. Die Verzollungsanlagen befinden sich für den Nord-Süd-Verkehr westlich, für den Süd-Nord-Verkehr östlich der Autobahntrasse. Die Durchfahrt auf der Autobahn bleibt dem motorisierten Personenverkehr vorbehalten. Rund um die Zollanlage befinden sich neben einer Autobahnraststätte auch Bauwerke verschiedener Logistikunternehmen sowie weiträumige Park- und Stellflächen für PKW und LKW.
Südlich der großen Autobahn-Zollanlage führt die Grenzbrücke Weil am Rhein–Basel in die Schweiz hinein. Die Grenzbrücke ist als 10 Meter hohe Hochstraße ausgeführt. Unter ihr führt die Brücke über die Hardtstraße, welche die östliche Begrenzung des südlichen Besiedlungsgebietes von Friedlingen markiert. Unter der Hochstraße befinden sich zahlreiche Parkplätze. Ein Grenzübertritt unterhalb der Hochstraße ist Fußgängern und Radfahrern vorbehalten.

## Öffentlicher Nahverkehr
Drei durch die SWEG betriebene Buslinien (6, 16 und 66) verkehren durch Friedlingen. Die Linien 6 und 16 verbinden Friedlingen mit der Innenstadt Weil am Rheins und verkehren weiter in die östliche Nachbarstadt Lörrach. Die Linie 66 führt von der Weiler Innenstadt über Friedlingen weiter nordwärts über Märkt nach Eimeldingen. 
Seit dem Fahrplanwechsel am 14. Dezember 2014 fährt die Basler Straßenbahnlinie 8 über den Zoll durch Friedlingen, wo sie die beiden Haltestellen Dreiländerbrücke und Riedlistr./ Kesselhaus anfährt, bis an die Endhaltstelle Weil am Rhein Bahnhof/Zentrum am Bahnhof Weil am Rhein.